# Bassaris argentata
Bassaris argentata är en fjärilsart som beskrevs av Johann Dietrich Alfken 1899. Bassaris argentata ingår i släktet Bassaris och familjen praktfjärilar. Inga underarter finns listade i Catalogue of Life.